# Vitmaskad gökduva
Vitmaskad gökduva (Turacoena manadensis) är en fågel i familjen duvor inom ordningen duvfåglar.

## Utseende och läte
Vitmaskad gökduva är en stor och långstjärtad duva med helmörk kropp och kontrasterande gräddvitt ansikte. Den uppvisar även en röd ring runt ögat och en glänsande smaragdgrön "sjal" över halsen. Ungfågeln är mattare färgad, med grått ansikte. Fågeln är ljudlig, med en trestavig sång som återges "uk-woo-wooop". Den första tonen är mjuk, vilket gör att serien låter två stavig. Den sista tonen är längst.

## Utbredning och systematik
Fågeln förekommer i Indonesien på Sulawesi och Togianöarna. Populationen i Sulaöarna och Banggaiöarna betraktades tidigare tillhöra denna art, men urskildes nyligen som den egna arten sulagökduva.

## Levnadssätt
Vitmaskad gökduva hittas i skogsbryn och mer öppen skog i låglänta områden och lägre bergstrakter. Där ses den i trädkronorna, enstaka eller i par. Ibland utför den en glidande spelflykt från trädtopparna.

## Status och hot
Arten har ett stort utbredningsområde, men tros minska i antal, dock inte tillräckligt kraftigt för att den ska betraktas som hotad. Internationella naturvårdsunionen IUCN listar arten som livskraftig (LC).